# Cmentarz żydowski w Sobkowie
Cmentarz żydowski w Sobkowie – położony jest przy ul. Krzywej poza terenem zwartej zabudowy, w pobliżu cmentarza katolickiego. Na terenie kirkutu zachowało się około 30 nagrobków wykonanych głównie z piaskowca i marmuru chęcińskiego, najstarsze z końca XVIII wieku. Widoczne są również pozostałości po fundamentach dwóch oheli. Cmentarz ma powierzchnię 0,53 ha.

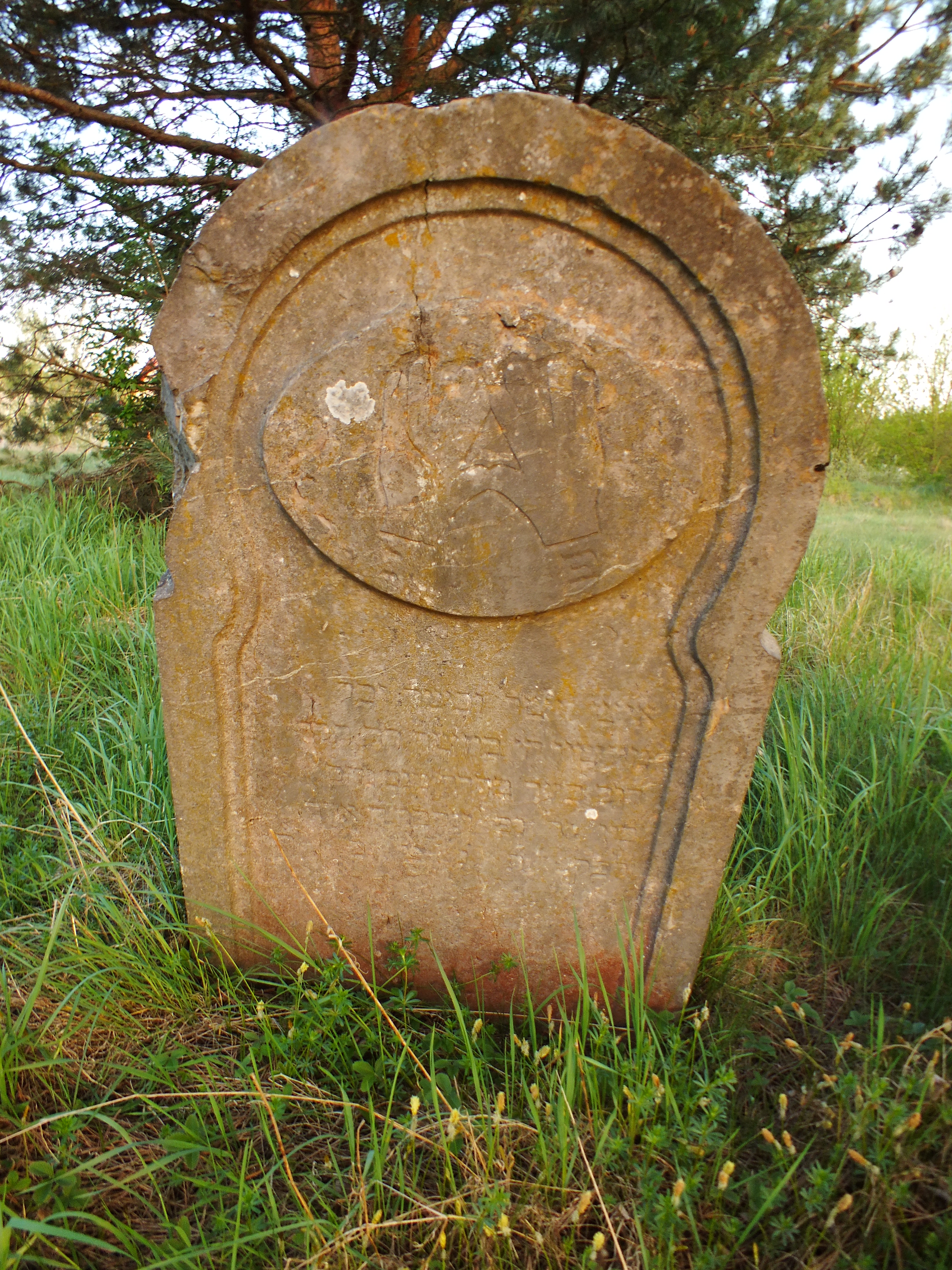
Macewa

Kirkut powstał w końcu XVIII wieku. Ostatnie pochówki miały miejsce w latach trzydziestych i czterdziestych XX wieku. Podczas II wojny światowej cmentarz uległ znacznej dewastacji. Zamknięty dla celów grzebalnych w 1964.